# Neustadt an der Donau
Neustadt an der Donau es una ciudad situada en el distrito de Kelheim, en el estado federado de Baviera (Alemania), con una población a finales de 2016 de unos 13 797 habitantes.
Se encuentra ubicada en el centro del estado, en la región de Baja Baviera, a la orilla del río Danubio.